# ギヨーム・クストゥー
ギヨーム・クストゥー（Guillaume Coustou、1677年11月29日 - 1746年2月22日）は、フランスの彫刻家である。
同名の彫刻家である息子のギヨーム・クストゥー2世（Guillaume Coustou: 1716-1777）と区別するために「年長のギヨーム・クストゥー（Guillaume Coustou le aîné）」などとも呼ばれる。
ルイ14世とルイ15世の王室彫刻家を務め、1735年に王立絵画彫刻アカデミーの会長になった。マルリー宮殿に置かれた（現在はコンコルド広場に複製がおかれている）彫刻作品「マルリーの馬（Chevaux de Marly）」などの作者として知られている。

## 略歴
リヨンで生まれた。父親はあまり有名でない木彫家で、母方の叔父のアントワーヌ・コワズヴォ（1640–1720）は王立絵画彫刻アカデミーの教授となった彫刻家であった。兄のニコラ・クストゥー（Nicolas Coustou: 1658-1733）も彫刻家になり、1682年にローマ賞を受賞した。
ギヨーム・クストゥーは1694年にパリに移り、叔父のコワズヴォの工房で学んだ。兄のニコラと同じキャリアを歩み、1697年には彫刻部門でローマ賞を受賞し、在ローマ・フランス・アカデミーで学ぶ奨学金を得た。ローマでは、規則に反して在ローマ・フランス・アカデミーを出て、自由な暮らしをしたため、一時生活に困窮したが、友人の彫刻家のルネ・フレマン（René Frémin: 1672-1744）の勧めで、当時ローマで人気のあった彫刻家、ピエール・ルグロ（1666-1719）のもとで働くことで修行を続けた。
1703年にフランスに帰国し、兄や叔父の作品の制作を手伝った。王立絵画彫刻アカデミーの会員候補に選ばれ、1704年10月に、現在ルーヴル美術館が所蔵する「ヘラクレスの死」を提出し、会員となった。1707年に宮廷彫刻家に選ばれた。1706年にアカデミーの助教授に任じられ、1710年に結婚した。1715年にアカデミーの教授に任じられた。
1726年にアカデミーの副会長に選ばれ、1733年にからルイ・ド・ブローニュの後任としてアカデミーの会長に選ばれ、1738年まで務めた。

## 作品

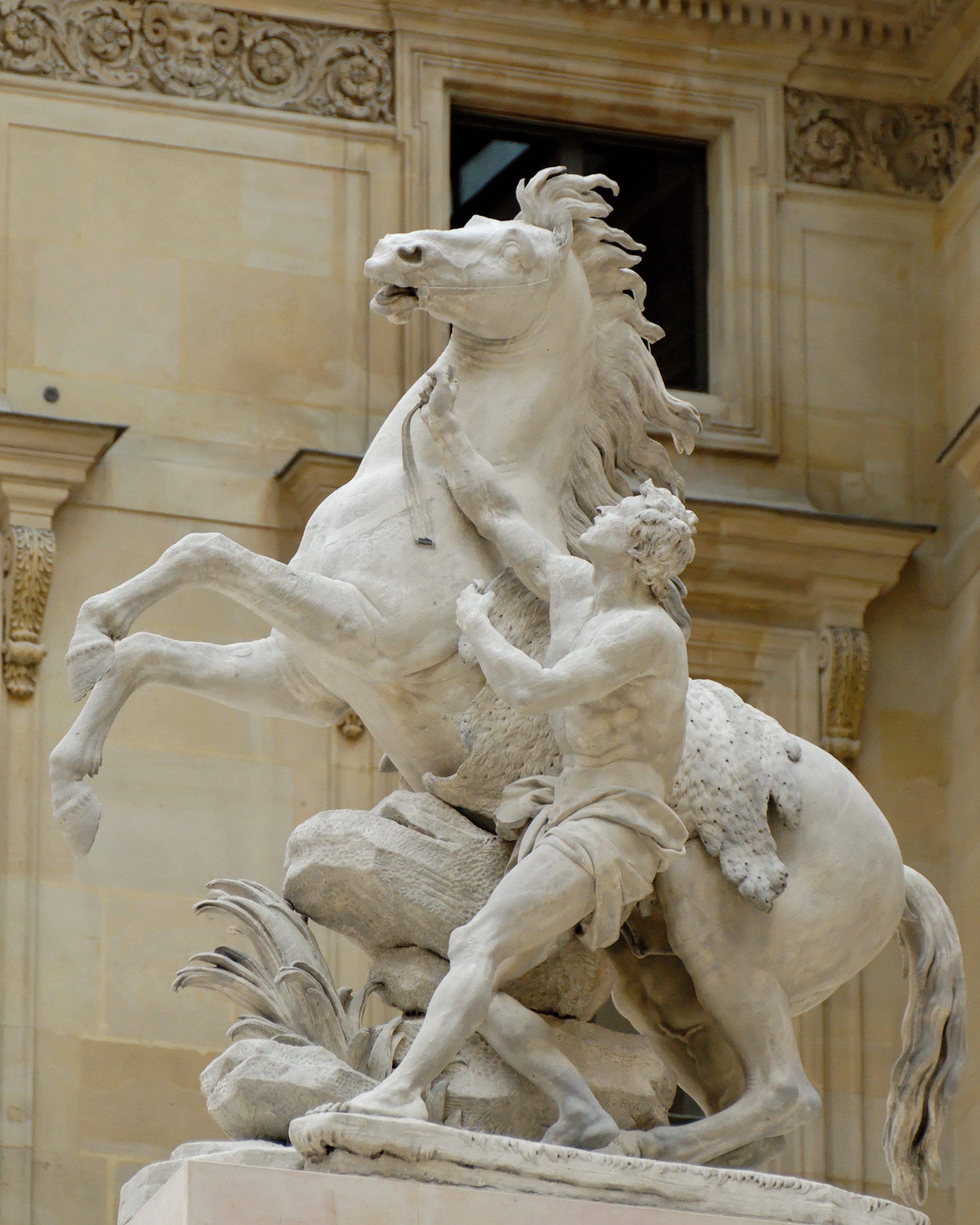
「マルリーの馬」 ルーブル美術館
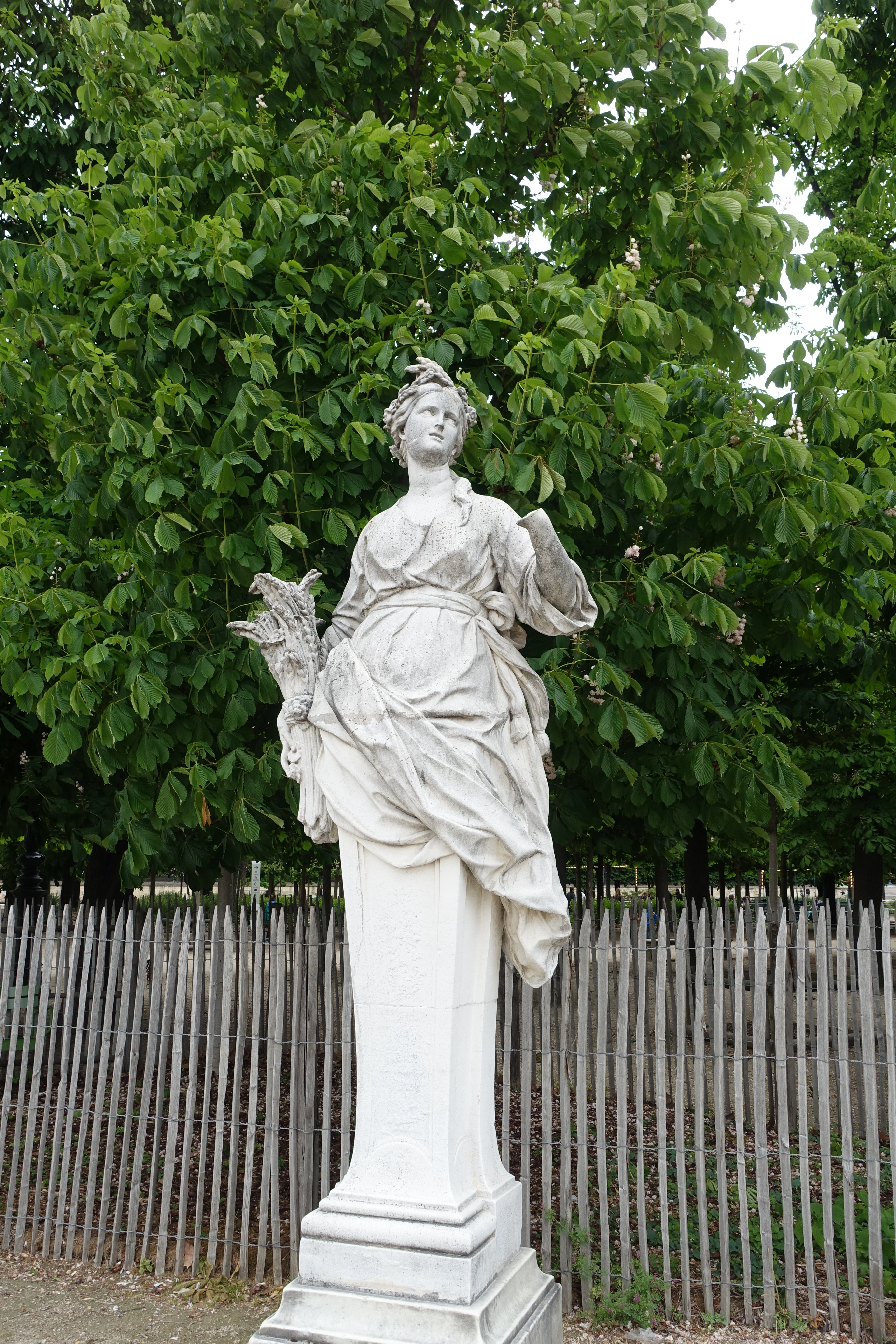
パリ、テュイルリー公園の彫刻、夏（L'Été ）
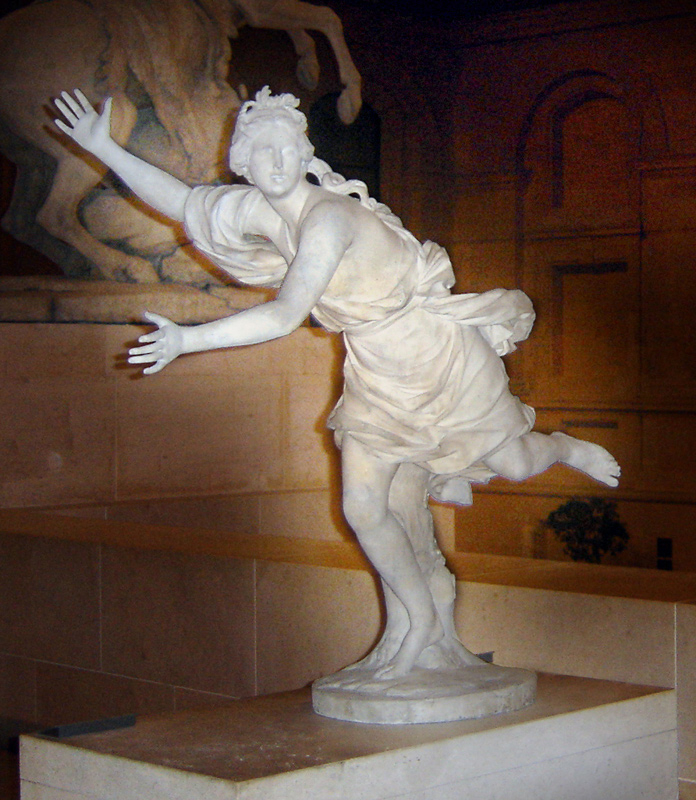
アポロンから逃れるダフネ ルーブル美術館
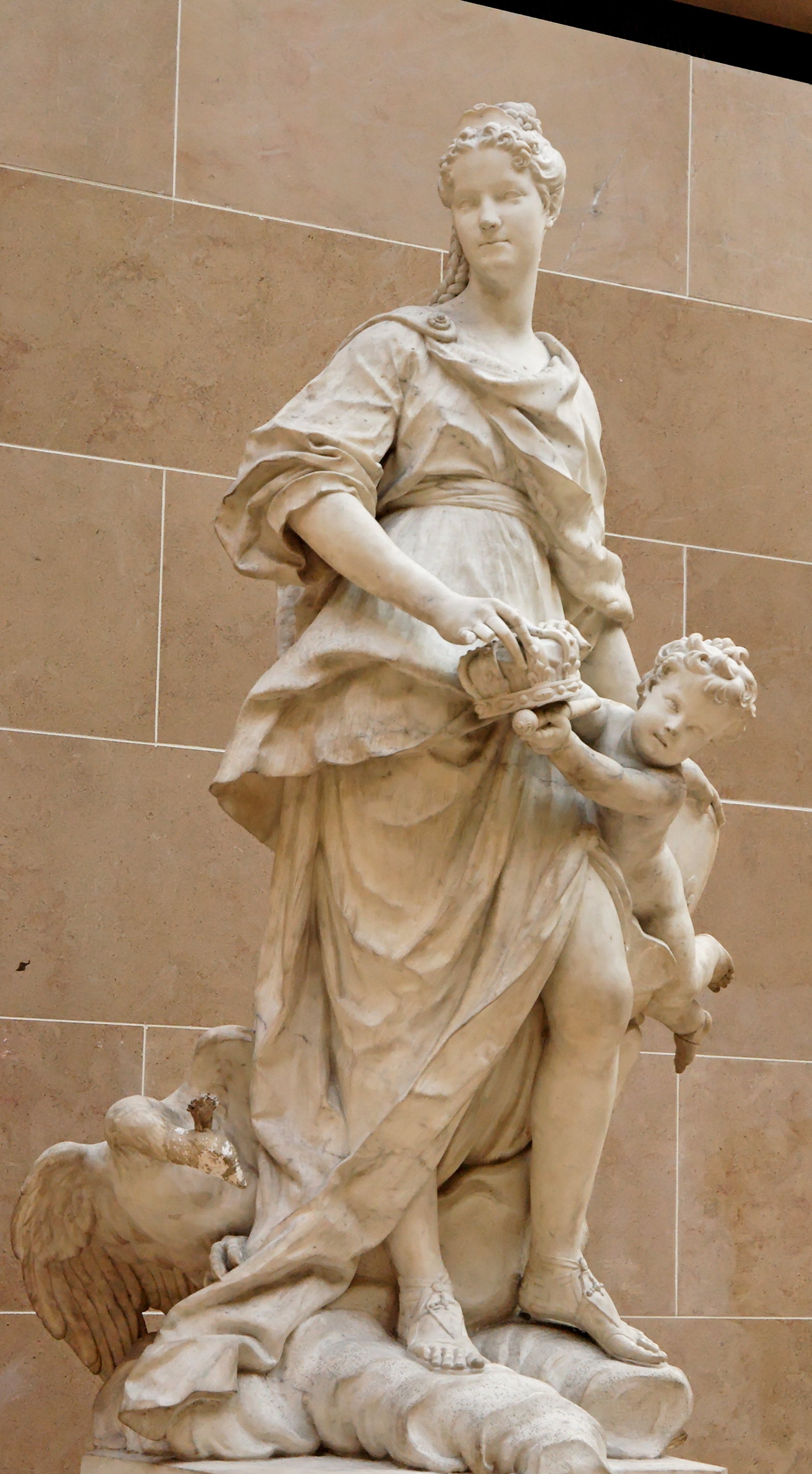
マリー・レクザンスカ ルーブル美術館